# Juan María Jáuregui
Juan María Jáuregui Apalategui (Legorreta, 16 de agosto de 1951-Tolosa, 29 de julio de 2000), conocido como Juan Mari Jáuregui, fue un político socialista español y exmiembro durante los primeros años de la organización terrorista Euskadi Ta Askatasuna (ETA) asesinado por el «comando Buruntza» de la misma. Fue gobernador civil de Guipúzcoa desde 1994 hasta 1996.

## Biografía

### Militancia en ETA y en el PCE
Estudió Sociología en la Universidad de Deusto en Bilbao. Militante activo de la oposición al franquismo, durante la etapa final del franquismo, participó en las protestas contra el juicio sumarísimo conocido como Proceso de Burgos donde en 1970 se condenó a muerte a seis presos de ETA, aunque las presiones internas y externas consiguieron la conmutación de las penas. Se incorporó a ETA VI Asamblea en el franquismo tras la ruptura de la organización, por lo que fue detenido durante año y medio en la cárcel de Basauri. Situado dentro del sector minoritario de la organización que deseaba abandonar la lucha armada, dejó definitivamente ETA en 1972 junto con Roberto Lertxundi y Francisco Letamendía, entre otros, para recalar en el seno del Partido Comunista de España (PCE), dirigido por Santiago Carrillo, mientras que otros pequeños grupos lo hacían en la Liga Comunista Revolucionaria. Jaúregui fue miembro del PCE hasta que lo abandonó para pasar a ser miembro del PSE-PSOE.

### Adhesión al PSOE
En la década de 1980, cuando se vislumbraba el final de ETA político-militar y el Partido Comunista de Euskadi se negó a fusionarse con Euskadiko Ezkerra (EE) en el proceso de convergencia con el Partido Socialista de Euskadi (PSE-PSOE), Jáuregui abandonó la formación comunista y el sindicato Comisiones Obreras para incorporarse al PSE.
Después de haber sido concejal en Tolosa, en septiembre de 1994 fue nombrado gobernador civil de Guipúzcoa para sustituir a José María Gurruchaga, siendo ministro del Interior Juan Alberto Belloch y presidente del Gobierno el socialista Felipe González. En aquel momento la secretaria de Estado de Interior, Margarita Robles, había apoyado su nombramiento para favorecer, entre otras cosas, la investigación del cuartel de Intxaurrondo que terminaría en el proceso judicial contra anteriores responsables políticos y de la lucha antiterrorista en el llamado «caso Lasa y Zabala». Jáuregui fue conocido por haber facilitado las investigaciones y haber prestado toda la colaboración al jefe policial responsable de la misma, el comisario Enrique de Federico, lo que llevó más tarde a la cárcel al exgobernador civil Julen Elgorriaga y al general de la Guardia Civil Enrique Rodríguez Galindo. En mayo de 1996, tras la formación del gobierno conservador de José María Aznar, fue destituido del cargo.

### Salida de España
Tras el cese, Jáuregui abandonó el País Vasco. En efecto, había sido objetivo de ETA en varias ocasiones durante su etapa como gobernador civil: la detención del miembro de ETA Valentín Lasarte y la desarticulación del comando Donosti revelaron cómo este había preparado un atentado contra Jáuregui mediante la explosión de un coche-bomba y habían seguido sus movimientos prácticamente desde su nombramiento como gobernador. Dada la amenaza, el ministerio del Interior buscó que fuera contratado con destino en Canarias por la empresa Aldeasa, que más tarde lo nombró jefe para Hispanoamérica en Chile, donde residió y trabajó los tres años anteriores a su asesinato.

## Asesinato
Casado y con una hija, Jáuregui viajaba ocasionalmente al País Vasco para visitar a su familia —que residía en Tolosa, donde su mujer, Maixabel Lasa, era funcionaria— y amigos. Cuando viajaba por el resto de España no llevaba escolta, porque así lo quería. El 29 de julio de 2000 estaba de vacaciones en Tolosa, ocasión también para celebrar sus bodas de plata, y había quedado citado a media mañana con un amigo, el jefe de informativos de Euskal Telebista (ETB) Jaime Otamendi, en la concurrida cafetería del frontón Beotibar, de la misma localidad. Mientras hablaban, dos miembros de ETA se acercaron a la mesa y le dispararon dos tiros en la nuca. Fue atendido allí mismo por las asistencias sanitarias y trasladado a un centro médico, donde falleció al poco de entrar.
Los responsables del asesinato integraban el comando Buruntza, que fue desarticulado por la Ertzaintza un año después, en agosto de 2001. Juzgados en la Audiencia Nacional en 2004, los integrantes del comando Ibon Etxezarreta Etxaniz, Luis María Carrasco Aseginolaza y Patxi Xabier Makazaga Azurmendi fueron encontrados culpables de asesinato y condenados a treinta y nueve años de prisión. Carrasco y Makazaga (jefe del comando) entraron en la cafetería mientras Ibon Etxezarreta les esperaba con un coche para huir. Al mismo comando se le atribuyeron otros treinta atentados.

## En la cultura popular
En 2021 se estrenó la película Maixabel, dirigida por Icíar Bollaín y centrada en la viuda de Jauregui desde el atentado hasta el posterior arrepentimiento de los asesinos, que fue galardonada con tres premios Goya.